# Ara, País Valencià
Ara, País Valencià va ser el nom d'una coalició electoral d'àmbit valencià que es va presentar a les eleccions generals espanyoles de 2015 i que agrupava a Esquerra Republicana del País Valencià, Esquerra Nacionalista Valenciana i Els Verds del País Valencià.
Tot i que aspirava a confluir també amb Compromís, el pacte de la formació taronja amb Podem trencà aquesta possibilitat. Tanmateix, Estat Valencià i Esquerra Valenciana, dos partits adherits a Compromís, demanaren el vot per a Ara, País Valencià en estar en desacord en fer un pacte electoral amb un partit d'àmbit estatal.

## Ideologia
La coalició defensava la sobirania fiscal dels valencians, la redistribució de la riquesa d'una manera més equitativa, la universalització dels serveis socials i la garantia d'un habitatge digne per tothom. Així mateix, proposava l'eliminació de les diputacions provincials, la sobirania cultural com a punt de partida per a la independència del País Valencià, el desenvolupament del corredor del Mediterrani i la integració en una Europa vertaderament feta pels pobles i per als pobles.

## Resultats electorals
- Eleccions generals espanyoles de 2015: 2.487 vots = 0 diputats.[5]